# Nitrophila
Nitrophila es un género de plantas fanerógamas con ocho especies descritas, pertenecientes a la familia Amaranthaceae.

## Taxonomía
El género fue descrito por Sereno Watson y publicado en United States Geological Expolration (sic) of the Fortieth Parallel. Vol. 5, Botany 297. 1871.

## Especies
| - Nitrophila atacamensis - Nitrophila australis - Nitrophila densiflora - Nitrophila kunzei - Nitrophila mexicana - Nitrophila mohavensis - Nitrophila mucronata - Nitrophila occidentalis |